# 中缅油气管道
中缅油气管道是连接中国西南地区和缅甸的原油及天然气输送管道。全长793公里，起点为若开邦皎漂，设有6座站場工藝設備，在缅甸境内途经若开邦、马圭省、曼德勒省、掸邦，经南坎进入中国瑞丽。2013年7月28日，中緬天然氣管道开始向中国输气。2017年，中緬原油管道啟用。

## 简介
中缅油气管道包括中缅原油管道、中缅天然气管道。其中，中缅原油管道的设计能力为2200万吨/年；中缅天然气管道的输气能力为120亿立方米/年。
根据中国石油天然气集团公司与缅甸国家油气公司签署的协议，中国石油天然气集团公司所属公司负责中缅油气管道的设计、建设、运营、扩建及维护工作。
2010年6月，中缅油气管道在缅甸正式开工建设。2010年9月10日，中缅油气管道工程中国境内段在云南省安宁市开工。同时，作为中缅原油管道的配套建设项目，云南省1000万吨/年炼油项目在安宁市草铺镇也举行了奠基仪式。
中缅油气管道工程在2013年建成。其中天然气管道于2013年5月30日前将达到输气运营标准，而原油管道预计于2014年达到投产要求。原油管道使中国进口中东原油不必再经马六甲海峡，而可自印度洋安达曼海的缅甸若开邦马德岛上岸，经该管道输送至中国西南地区。缅甸则每年可在其境内下载不超过200万吨的原油和20亿立方米的天然气。

## 走向
中缅原油管道在缅甸境内段长771公里，在中国境内段干线长1631公里。中缅天然气管道在缅甸境内段长793公里，在中国境内段干线长1727公里。两条管道的起点均为缅甸皎漂，自云南省瑞丽市进入中国。进入中国后，中缅油气管道在贵州省安顺市实现油气管道分离，其中输油管道经贵州省到达重庆市，输气管道经贵州省到达广西壮族自治区。
中缅油气管道中国境内段途经4个省区市、23个地级市、73个县市，在56处穿越或跨越大中型河流，有76处山体隧道。
中缅油气管道缅甸境内段的起点为缅甸若开邦皎漂的马德岛，经皎漂、曼德勒到达中缅边境。中缅油气管道在缅甸境内穿越马德岛的两条海沟，翻越若开山，穿越或跨越伊洛瓦底江、米坦格河等多条大中型河流。在曼德勒设有曼德勒输油站和天然气分输站。